# Lagoa da Ilhota
Lagoa da Ilhota é uma lagoa brasileira localizada no município de Osório, no estado do Rio Grande do Sul.